# Пяльма (река)
Пя́льма (карел. Päl'mä) — река в России, протекает по Пудожскому району Карелии.
Исток — в болоте западнее Водлозера. Течёт на запад, впадает в Онежское озеро в 4 км к югу от одноимённого посёлка, протекая около устья через одноимённую деревню. Длина реки составляет 72 км, площадь водосборного бассейна 909 км². Высота устья — 33 м над уровнем моря.
По реке возможен сплав на байдарках, лучшее время - май. Категория сложности препятствий - III.

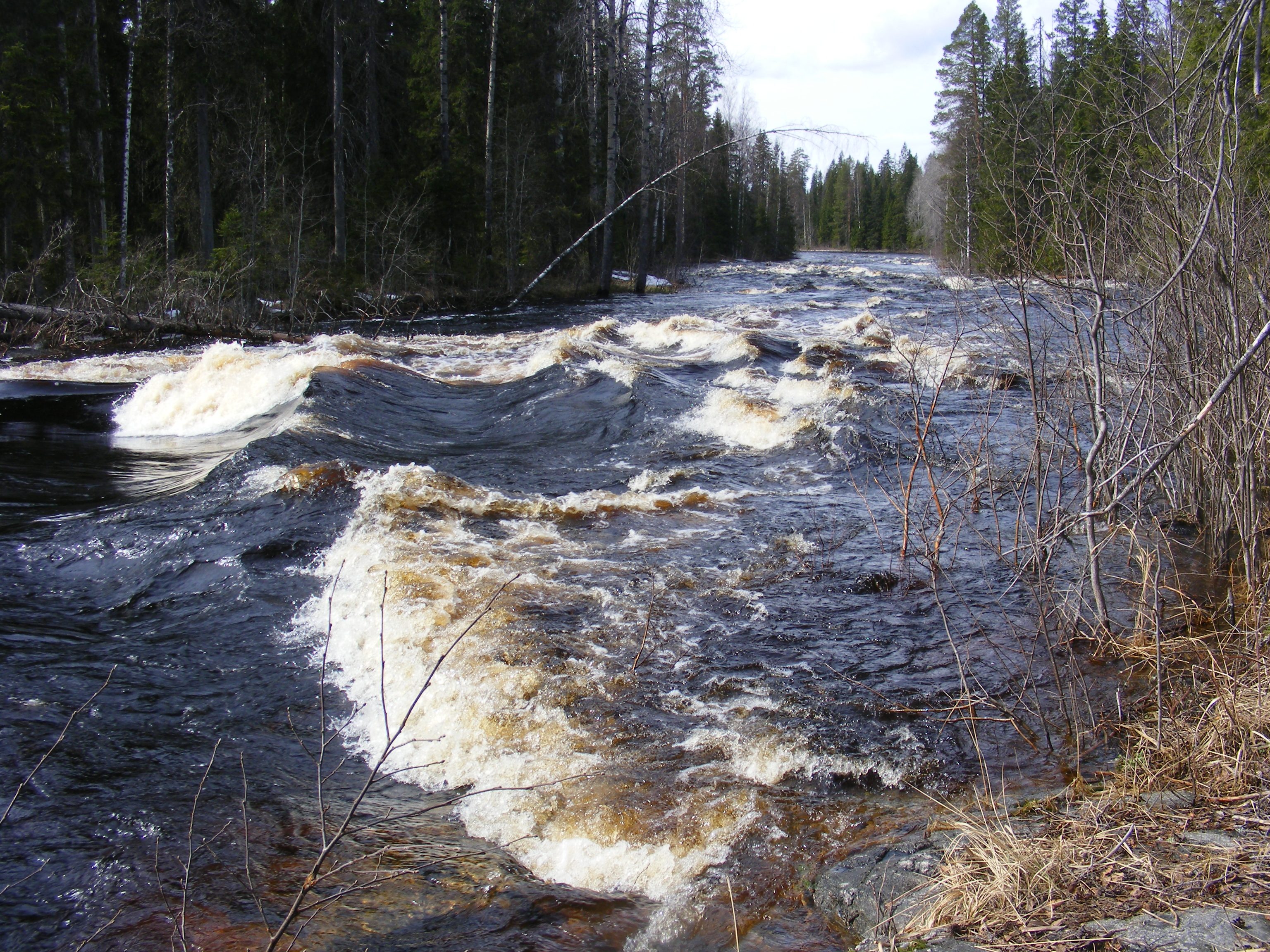
Порог на Пяльме в среднем течении, между устьями Оксы и Жилой Тамбицы. Май 2009

## Бассейн

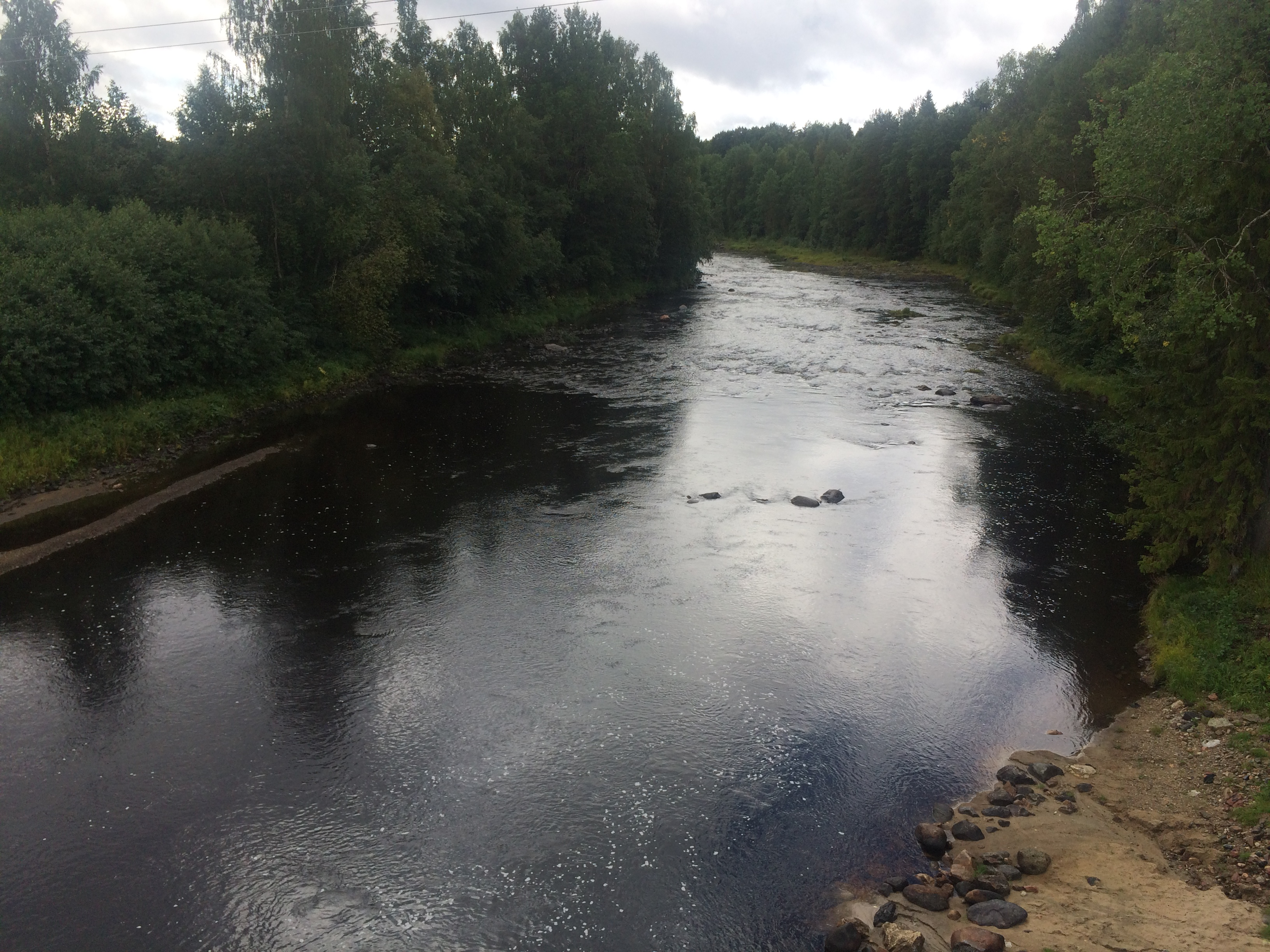
Вид с автомобильного моста

### Притоки
- В 15 км от устья по левому берегу впадает Ривручей
- В 18 км от устья по правому берегу реки впадает река Жилая Тамбица
  - В 16 км от устья по левому берегу Жилой Тамбицы впадает река Туна
- В 20 км от устья по правому берегу Жилой Тамбицы впадает река Шардома
- В 22 км от устья по правому берегу реки впадает река Окса
  - В 12 км от устья Оксы по левому берегу реки впадает Филинручей
- В 31 км от устья по правому берегу реки впадает ручей Калья
  - В 1,3 км от устья по правому берегу Кальи впадает ручей Верхотинный
  - В 6,2 км от устья по левому берегу Кальи впадает Суровручей
- В 41 км от устья по правому берегу впадает Лайручей

### Озёра
Также бассейну Пяльмы принадлежат озёра:
- Верхнее Тамбичозеро
- Нижнее Тамбичозеро
- Столпозеро
- Челмозеро
- Кодозеро
- Аглимозеро

## Данные водного реестра
По данным государственного водного реестра России относится к Балтийскому бассейновому округу, водохозяйственный участок реки — Бассейн Онежского озера без рр. Шуя, Суна, Водла и Вытегра, речной подбассейн реки — Свирь (включая реки бассейна Онежского озера). Относится к речному бассейну реки Нева (включая бассейны рек Онежского и Ладожского озера).
Код объекта в государственном водном реестре — 01040100612102000015945.